# DIPS (コンピュータ)

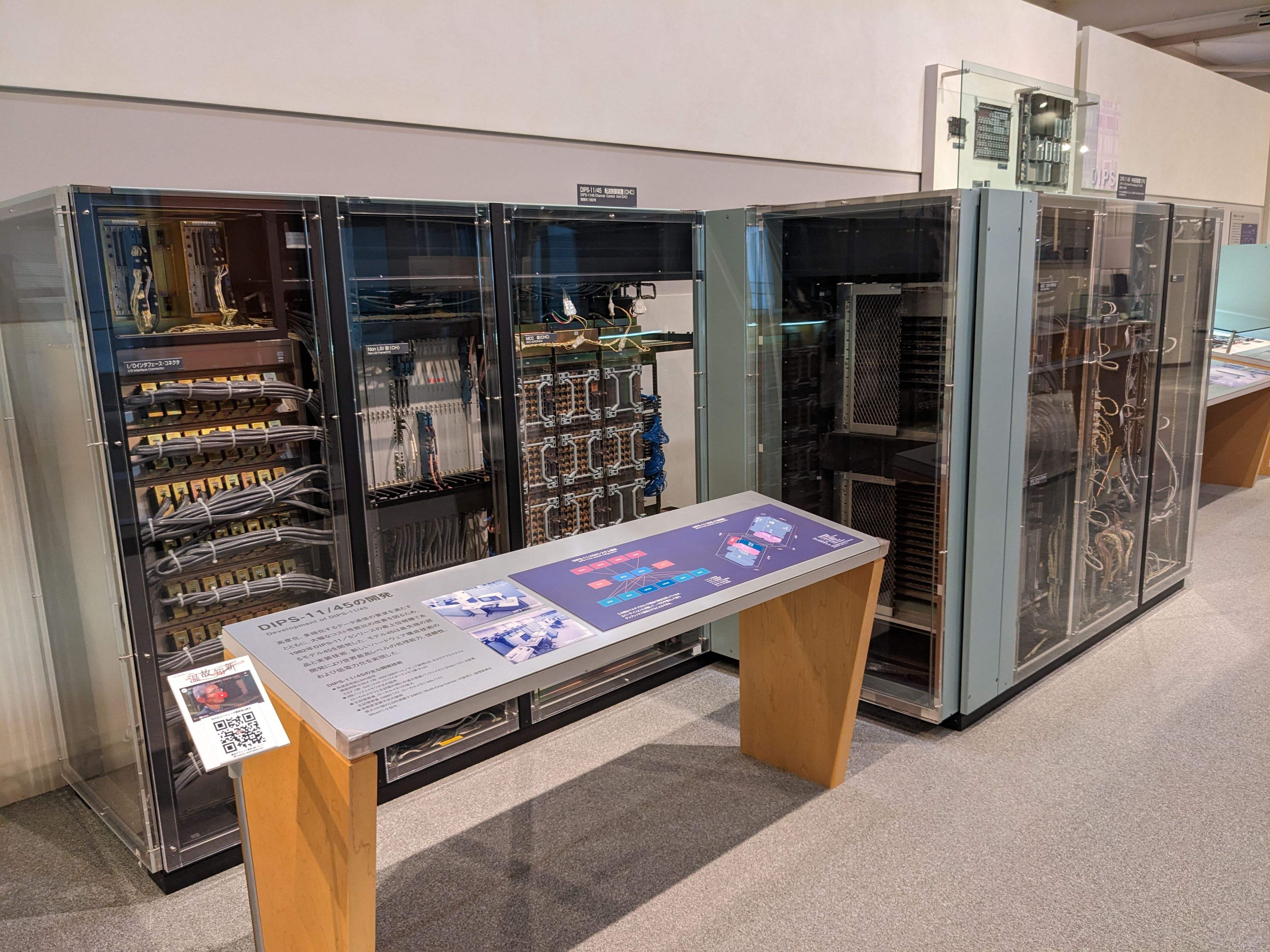
DIPS-11シリーズの最上位モデルであるDIPS-11/45（NTT技術史料館所蔵品）

DIPS（ディップス）とは、日本電信電話公社（電電公社）が1970年代から1980年代にかけて開発したメインフレームコンピュータの名称。"Dendenkosha Information Processing System"の略。

## 歴史
電電公社の通信研究所で、電子交換機研究グループから分離する形で1966年、情報処理研究グループが発足した。このグループが第一段階として短期間にオンライン計算機システムの経験を積むことを目的として DIPS-0 計画を策定。DIPS-0 は早期完成を目指したタイムシェアリングシステムのプロトタイプであり、ハードウェアは市販の HITAC 8400（日立製作所）を用いた。ソフトウェアも 8400 の本来のオペレーティングシステムを改造して機能を付加する形で開発された。
1966年、電電公社は郵政省に働きかけ、「データ通信サービス」実施の認可を受けた。これを受けて現在のNTTデータの前身であるデータ通信本部が1967年に発足し、群馬銀行システムや全国地方銀行協会システムなどの構築を手がけた。これらはバッチ処理を基本としており、多彩なサービスを提供するにはさらに強力なコンピュータが必要とされ、かつ電電公社として標準化されたコンピュータシステムが必要とされた。また、実際問題としてデータ通信本部は日本電気、富士通、日立製作所の3社のコンピュータをそれぞれのシステムで採用していたため、システムインテグレーションのノウハウ蓄積ができず、採算がとれなかったのである。

### DIPS-1
以上のような背景から DIPS-0 と並行して DIPS-1計画が1969年から開始される。その目的として以下の5点が示されている。
標準化
- 3社(日本電気、富士通、日立)にソフトウェア互換性のあるハードウェアを製造させる
- 入出力インターフェイスの統一。超高性能電子計算機プロジェクトで策定された「インターフェイス69」を採用
- 性能・環境条件・保守・運用面などでの統一

オンライン用超大型計算機の実用化
当時の日本製メインフレームの3倍程度の能力を目標とする
経済化
グロッシュの法則により、能力が高くなれば経済的になると考えられていた
信頼性の向上
従来の電電公社の通信サービスと同様のきびしいサービス基準を設けた
通信網との効率のよい結合
電子交換機を含む通信網と効率的な分担を行う
完成したDIPS-1は、キャッシュメモリを採用したマルチプロセッサシステムであり、当時としては先進的であった。アーキテクチャを統一するため、仕様の記述には特に注意を払い、PL/Iでの仕様記述などもなされた。ソフトウェア開発も上流工程(機能設計まで)とシステム統合を共同で行い、下流工程(詳細設計、コーディング、デバッグ)を各社が行うという形態をとった。また、早期完成を目指したため、基盤技術は既存のものを使用しており、例えばメモリには磁気コアメモリが使用された。

### DIPS-11
基盤技術の進歩(1972年ごろ半導体メモリが各社から製品化されている)に追随するため、新たにDIPS-11の開発が計画された。DIPS-1では1機種を3社が製造したが、DIPS-11では3機種(性能の低い順に、モデル10、モデル20、モデル30)が開発されることになった。DIPS-11では4Kビットのメモリチップなど各種LSI技術が積極的に採用された。モデル10と20が1975年、モデル30が1976年に完成している。
DIPS-11では、従来プログラム不可能な通信制御装置(CCE)を新たにプログラム可能な通信制御処理装置(CCP)にして通信プロトコルの変化や端末増設に柔軟に対応できるようにした。最初のCPP(DIPS 7300)は1976年にプロトタイプが完成し、1977年に製品として登場した。

### DIPS-11/5
後継シリーズはDIPS-11/5と呼ばれ、従来シリーズとソフトウェア互換性を保ちつつ以下のような新技術を採用した。
- ネットワーク分散処理の高度化
  - DDX網やファクシミリ網などの新しい公衆網との接続
  - 遠隔運転や無人運転といった省力化
  - 集線、迂回・中継、負荷分散といった遠隔通信制御の実現
- 機能分散処理の採用。バックエンドでファイル/データベース処理を行うファームウェア専用プロセッサ(FCP)と呼ばれる装置を新たに開発。

機種は5機種となった(モデル5, 15, 25, 35, 45)。また、基盤技術も進化し、メモリチップはDIPS-11のころの16倍の64Kビットメモリが採用され、最上位機種では二次キャッシュメモリも搭載されるようになった。また、CCPも後述するDCNAに準拠した 7400 が新たに開発された。
1977年から開始された計画は1982年までに完了している。

### その後のDIPS
また、小規模なオンラインシステムにも対応するため、1979年からVLSI技術を採用した小型機 DIPS Vシリーズの開発も進められ、1984年に完成している。
DIPS-11/5シリーズの後継としてDIPS-11/5Eシリーズが1986年ごろ試作され、さらにその後継のDIPS-11/5EXシリーズが1990年ごろ試作されている。
5EXシリーズの開発完了をもって、DIPSシリーズの開発は1992年に終結した。

## アーキテクチャ
DIPSシリーズの各機はマルチプロセッサとキャッシュメモリを採用しているが、当初のDIPS-1ではMESIプロトコルのような同期を自動的に行うキャッシュコヒーレンシ機能を持たず、FORGET命令というキャッシュを部分的にフラッシュする命令を明示的に使用してメモリの一貫性を保つ必要があった。これは非常にバグを作りこみやすい仕様であり、DIPS-11ではハードウェアで一貫性が保たれるよう改良された。メモリ容量は当初16Mバイトが最大だったが、5シリーズの最上位モデル45では最大256Mバイトとなっている。
また、ページング方式による仮想記憶を実現している。仮想空間サイズは256Mバイトで、1ページは4Kバイトである。また、仮想マシン機能も実現している。さらにセキュリティ強化のためにリングプロテクションを採用している。
システムとしては、各モジュール間のパスを極力二重化している。また、構成制御レジスタや各メモリモジュールの物理アドレスを指定するレジスタ群があり、これらをソフトウェアから操作することでモジュールの切り離しなどが行えるようになっている。

### DCNA
DIPS-11シリーズの設計が完了したころ、情報システムは分散処理型が急増し、コンピュータネットワークのアーキテクチャが重視されるようになってきた。また、IBMが1974年に作成したSNAに触発され、電電公社でも1974年からDCNA(Data Communication Network Architecture)の研究が始められた。DCNAは公社と日本電気、富士通、日立、沖電気の5者の共同研究として1978年に第1版が完成した。
これを元にDIPSだけでなく各社のコンピュータを相互接続して異機種上のデータベースにアクセスするなどの実験が行われた。

### ソフトウェア
DIPSのソフトウェアは、まずFACOM 230-60上に開発環境を新たに開発するところから始まった(1970年使用開始)。続いてDIPS上に開発用のOSが作成された。その後、TSS用OSとリアルタイム指向OSの二本立てで開発が行われていき、最終的に統合OS開発が始まったのは1973年である。

## DIPSの意義と評価
DIPS開発に投じられた補助金は、DIPS-1で400億円、DIPS-11で400億円、DIPS-11/5で500億円に上った。これには試作機製作の発注に対する対価の側面もあるが、巨額であったことは否定できない。電電公社はコンピュータ調達の条件としてDIPSアーキテクチャを指定することで海外メーカーを締め出しており、日米貿易摩擦の重要な争点のひとつともなった。結果として電電市場は1981年に完全開放されることを約束された。
電電公社自体もDIPS開発を中心とした日本のコンピュータ産業育成努力により、1980年代初頭には巨額の赤字を抱えることになった。このため、公社自身は1985年に民営化され、データ通信本部は1988年に分離されNTTデータとなった。
一方、アーキテクチャ的にはDIPSには特に画期的といえる面はない。しかし、電子交換機並みの信頼性を達成する努力によって日本のコンピュータ産業の品質向上が図られたことは重要である。また、厳しい納期管理が各社の技術者を鍛え、ソフトウェア工学的な管理手法を各社に植えつけた。たとえば、DIPS-1試作機の納期は1971年3月だったが、富士通と日立は3ヶ月延長して完成し、日本電気に至っては9月まで伸びたという。また、基盤技術(LSIの集積度など)での目標設定も適切で、メーカー各社が独自に開発していたらもっと保守的なスケジュールになっていただろうと言われている。
3社は自社製品とDIPSの2本立てで開発しなければならないという問題も抱えた。このため一時期、日立を中心としてIBM互換路線を主張して公社側と対立しそうになったこともある。しかし、これも技術の進歩によって徐々に2本立ても苦にならなくなってきたという。
1991年末時点で、DIPSシリーズを使用したシステムは150、台数にして1200台が稼働中だった。